# Masdevallia andresiana
Masdevallia andresiana är en orkidéart som beskrevs av Carlyle August Luer och Maduro. Masdevallia andresiana ingår i släktet Masdevallia och familjen orkidéer.
Artens utbredningsområde är Panamá. Inga underarter finns listade i Catalogue of Life.